# Viper (elfiol)
Viper är specialbyggda elfioler med diverse tillbehör som till exempel band och stråke. De byggs med 4, 5, 6 eller 7 strängar. Fiolerna tillverkas av företaget Wood Violins som ägs av den amerikanska elviolinisten Mark Wood. De har ett helt eget system som de tagit patent på, och använder inte hakstöd och axelskydd. Detta för att få den ergonomiska komforten men också för att slippa behöva hålla i fiolen.

## Musiker som använder Viper
- Antonio Pontarelli (USA)
- Vladimir Vett (Ryssland)
- Joe Deninzon (USA)
- Asha Mevlana (USA)